# Kaya-chan wa Kowakunai
Kaya-chan wa Kowakunai (カヤちゃんはコワくない?) es una serie de manga japonesa escrita e ilustrada por Tarō Yuri. La serie comenzó a serializarse en el sitio web de manga Kurage Bunch de Shinchōsha en abril de 2022. Una adaptación de la serie al anime producida por East Fish Studio has sido anunciada.

## Argumento
Kaya es una niña problemática en su jardín de niños, que siempre causa problemas a sus amigos y maestros. Sin embargo, cuando la maestra Chie queda a cargo de ella, descubre una habilidad oculta.

## Personajes
Kaya-chan (カヤちゃん?)
 Seiyū: Azusa Tachibana
Chie-sensei (チエ先生?)
 Seiyū: Maaya Uchida

## Contenido de la obra

### Manga
El manga fue escrito e ilustrado por Tarō Yuri, Kaya-chan wa Kowakunai se comenzó a serializarse en el sitio web de manga Kurage Bunch de Shinchōsha el 1 de abril de 2022. Los capítulos de la serie se han recopilado en cinco volúmenes tankōbon a partir de abril de 2024.
| Volúmenes de manga publicados | Volúmenes de manga publicados | Volúmenes de manga publicados |
| Número                        | Fecha de lanzamiento          | ISBN                          |
| ----------------------------- | ----------------------------- | ----------------------------- |
| 1                             | 8 de agosto de 2022           | ISBN 978-4-10-772520-2        |
| 2                             | 8 de diciembre de 2022        | ISBN 978-4-10-772549-3        |
| 3                             | 9 de mayo de 2023             | ISBN 978-4-10-772596-7        |
| 4                             | 6 de octubre de 2023          | ISBN 978-4-10-772655-1        |
| 5                             | 9 de abril de 2024            | ISBN 978-4-10-772702-2        |

### Anime
Se anunció una adaptación a serie de televisión de anime el 1 de noviembre de 2024. La serie está producida por East Fish Studio y dirigida por Hiroshi Ikehata, con la composición de la serie a cargo de Shigeru Murakoshi, los personajes diseñados por Taro Yamada y Hiroyuki Moriguchi, y la música compuesta por Kohta Yamamoto y Shun Narita.